# Uruša (fiume)
L'Uruša (in russo Уруша?) è un fiume dell'Estremo Oriente russo, affluente di sinistra dell'Amur. Scorre nei rajon Tyndinskij e Skovorodinskij dell'Oblast' dell'Amur. 
Il fiume ha origine dai monti Urušinskij (che prendono il nome dal fiume) e corre dapprima in direzione orientale, poi sud-orientale; dopo aver passato l'omonimo villaggio dove corre la Ferrovia Transiberiana, devia in direzione meridionale e sfocia nell'Amur a 2 724 km dalla foce. La lunghezza del fiume è di 200 km, l'area del bacino è di 3 500 km².